# ケーラー微分
数学において、ケーラー微分 (Kähler differential) は微分形式の任意の可換環やスキームへの応用を提供する。

## 紹介
アイデアは エーリッヒ・ケーラー によって1930年代に導入された。それは、少し後になって、複素数上の幾何から手法を適用する必要と微分積分学の手法の自由な使用に続いて、そのような手法が利用できない文脈に、可換環論と代数幾何において標準として適用された。
R と S を可換環とし φ:R → S を環準同型とする。重要な例は R が体で S が R 上単位的代数（例えばアフィン多様体の座標環）に対してである。
S 上の R-線型導分は R-加群の射 {\displaystyle \mathrm {d} \colon S\to M} であって R がその核に入りライプニッツ則 {\displaystyle \mathrm {d} (fg)=f\mathrm {\,} \mathrm {d} g+g\,\mathrm {d} f} を満たす。ケーラー微分の加群は他のすべてを分解する R-線型導分 {\displaystyle \mathrm {d} \colon S\to \Omega _{S/R}} として定義される。

## 構成
アイデアは今 R 上の導分
d:S → ΩS/R
の普遍的構成を与えることである、ただし ΩS/R は S-加群であって、外微分の純代数的類似である。これが意味するのは d は R-加群の準同型であって S のすべての s と t に対して
d(st) = s dt + t ds
ということであり、d は任意の他の導分が S-加群準同型との合成によってそれから得られるという意味でそのような最良の導分である。
ΩS/R と d の実際の構成は以下のように進行する。S の元 s に対して形式的な生成元 ds を導入し、次の関係を課す： S のすべての元 s と t に対して、
- dr = 0 for r in R,
- d(s + t) = ds + dt,
- d(st) = s dt + t ds

別の構成もある。I をテンソル積 {\displaystyle S\otimes _{R}S} の次のようなイデアルとする。すなわち、{\displaystyle \Sigma s_{i}\otimes t_{i}\mapsto \Sigma s_{i}.t_{i}} によって与えられる積写像 {\displaystyle S\otimes _{R}S\to S} の核として I を定義する。このとき S のケーラー微分の加群は次のように定義しても同値である。ΩS/R = I/I2 とし、射 d は
{\displaystyle \mathrm {d} s=1\otimes s-s\otimes 1.\,}
この構成が前の構成と同値であることを見るために、I は {\displaystyle \Sigma s_{i}\otimes t_{i}\mapsto \Sigma s_{i}.t_{i}\otimes 1} によって与えられる射影 {\displaystyle S\otimes _{R}S\to S\otimes _{R}R} の核であることに注意しよう。したがって：
{\displaystyle S\otimes _{R}S\equiv \,\,{}I\,{}\oplus S\otimes _{R}R.\,}
すると {\displaystyle S\otimes _{R}S/S\otimes _{R}R} は、{\displaystyle \Sigma s_{i}\otimes t_{i}\mapsto \Sigma s_{i}\otimes t_{i}-\Sigma s_{i}.t_{i}\otimes 1} によって与えられるcomplementary projectionによって誘導される写像によって、I と同一視できる。
したがってこの写像は I を S の元 s に対して形式的な生成元 ds で生成された S 加群と同一視し、上で与えられた最初の2つの関係に従う（二番目の関係は d が R-線型であると要求することで強くなる）。最後の関係によって 0 に設定される元はちょうど I の I2 に写る。

## 代数幾何学における使用
幾何学的には、アフィンスキームの言葉で、I は Spec(S) → Spec(R) 上の Spec(S) のそれ自身とのファイバー積において対角線を定義するイデアルを表す。したがってこの構成は次のような意味でより幾何学的な風味をもつ。対角線の first infinitesimal neighbourhood の概念はそれによって二番目に少なくとも消える関数を法として消える関数を経由してとらえられる（関連した概念には余接空間を見よ）。
任意の S-加群 M に対して、ΩS/R の普遍性は自然同型
{\displaystyle \operatorname {Der} _{R}(S,M)\cong \operatorname {Hom} _{S}(\Omega _{S/R},M)\,}
を導く、ただし左辺は S から M へのすべての R-線型導分からなる S-加群である。（これは随伴ではないが）随伴関手の場合のように、これは単に加群の同型以上のものである。それは S-加群準同型 M → M' と交換ししたがって関手の同型である。
p > 1 に対してケーラー p-形式 ΩpS/R を得るために、R-加群、p 次外冪をとる。（R と S に適用される）環の局所化のもとでの構成の振る舞いは代数幾何学における使用が可能な（相対）ケーラー p-形式の層の幾何学的概念が存在することを保証する。

## 代数的整数論における使用
代数的整数論において、ケーラー微分を代数体の拡大の分岐を研究するために使うことができる。L/K が有限拡大でそれぞれの整数環が O と o であれば、different ideal δL/K は、分岐のデータをエンコードするが、O-加群 ΩO/o の零化イデアルである：
{\displaystyle \delta _{L/K}=\{x\in O:x\mathrm {d} y=0{\text{ for all }}y\in O\}.}